# The Shepheardes Calender
The Shepheardes Calender was het eerste grote werk van de Engelse dichter Edmund Spenser. Het door de Londense drukker Hugh Singleton in 1579 anoniem gepubliceerde pastorale werk werd geschreven in navolging van de ecloges van Theocritus, Vergilius (Bucolica) en modernere schrijvers als de Italiaanse dichter Baptista Mantuanus en de Franse schrijver Clément Marot.
Het werk beschrijft op allegorische wijze de 12 maanden en het eeuwige verloop van de seizoenen en geeft tegelijkertijd commentaar op politieke ontwikkelingen in het Engeland van Elizabeth I.
Elke maand wordt voorafgegaan door een houtsnede en een inleiding, en is verder voorzien van commentaar of glossen van een zekere E.K. Onbekend is gebleven wie met deze figuur wordt aangeduid, en het geheim is door Spenser en anderen, onder wie zijn vriend Philip Sidney, zorgvuldig bewaard. Gesuggereerd is wel dat het zou gaan om ene Edward Kirke, een vriend van Spenser tijdens zijn tijd in Cambridge. Andere critici stellen dat het Spenser zelf zou zijn.
Aan het begin en eind van het gedicht (januari en december) treedt een figuur op onder de naam Colin Clout, een karakter dat eerder in de literatuur was geïntroduceerd door John Skelton. (Ook) deze figuur stelt Spenser zelf voor.
Spenser hanteert in zijn werk een archaïsche spelling, zoals ook al blijkt uit de titel. Hij wilde hiermee verwijzen naar de middeleeuwse Engelse literatuur en met name het taalgebruik van de door hem zeer bewonderde Geoffrey Chaucer. Dit soort taalgebruik en spelling werd wel bekritiseerd, ook door Sidney en later Ben Jonson.
Tussen 1579 en 1597 beleefde het werk vijf herdrukken. Kort na het verschijnen begon Spenser aan zijn meesterwerk, het epische gedicht The Faerie Queene.